# International Grand Prix Doha
L'International Grand Prix Doha est une course cycliste organisée entre 2004 et 2008 (excepté 2007) au Qatar. Elle faisait partie de l'UCI Asia Tour en catégorie 1.2 et elle était organisée quelques jours avant le Tour du Qatar.

## Palmarès
| Année | Vainqueur         | Deuxième           | Troisième         |
| ----- | ----------------- | ------------------ | ----------------- |
| 2004  | Simone Cadamuro   | Tom Boonen         | Francesco Chicchi |
| 2005  | Robert Hunter     | Tom Boonen         | Lars Michaelsen   |
| 2006  | Tom Boonen        | Robert Hunter      | Erik Zabel        |
| 2007  | Annulé            |                    |                   |
| 2008  | Ayman Ben Hassine | Ahmed Mohammed Ali | Karim Jendoubi    |